# Scurrula didyma
Scurrula didyma är en tvåhjärtbladig växtart som beskrevs av B.A. Barlow. Scurrula didyma ingår i släktet Scurrula och familjen Loranthaceae. Inga underarter finns listade i Catalogue of Life.